# 2023 Chatham Cup
A Chatham Cup 2023 é a 95ª competição anual de futebol da Nova Zelândia. Esse ano é comemorado os 100 anos desde a primeira edição do torneio. A edição terá uma rodada preliminar e quatro rodadas antes das quartas de final, semifinais e uma final.

## Resultados

### Rodada preliminar
As partidas foram disputadas no fim de semana do Anzac entre 22 e 25 de abril. Esta rodada contou com cinco equipes das ligas de futebol de domingo de Auckland: AFC Bohemian Celtic, Colo Boys, Rapa Nui, Sperm Whales e University of Auckland, as equipes do nível mais baixo do sistema das ligas de futebol da Nova Zelândia disputando a competição.
Região Norte
| 22 de abril de 2023 | Bucklands Beach AFC                                                                                          | 8–0       | Warkworth AFC | Pakuranga, Auckland                                    |  |
| 14:00               | - Thompson 14', 26' - White 15' (g.c.) - Waterland 18' - Jones 59', 77' - Hodgson 65' (g.c.) - MacKenzie 66' | Relatório |               | Estádio: Lloyd Elsmore Park Árbitro: Wilhelmus Duncker |  |

| 22 de abril de 2023 | Glen Eden United | 1–5       | Colo Boys (SUN)                                          | Massey, Auckland                             |  |
| 14:00               | - West 19'       | Relatório | - Smith 5' - O'toole 14' - Weedon 47', 90' - D'souza 87' | Estádio: Royal Reserve Árbitro: Scott Moffat |  |

| 22 de abril de 2023 | South Auckland Rangers (5)                          | 4–0       | Ngongotaha AFC | Flat Bush, Auckland                               |  |
| 14:00               | - Anderson 29' - Doli 55' - Khan 62' - Opperman 78' | Relatório |                | Estádio: Rongomai Park Árbitro: Ronald van Zuilen |  |

| 22 de abril de 2023 | Te Puke United (6)                                                          | 5–1       | University of Auckland (SUN) | Te Puke                                  |  |
| 14:00               | - N. Johnson 12', 90+2' - F. McDonough 26' - J. McDonough 38' - Kennedy 55' | Relatório | - Olsen 18'                  | Estádio: Litt Park Árbitro: Mark Orchard |  |

| 22 de abril de 2023 | Pukekohe (9) | 1–2       | Waipuna (8)                   | Pukekohe                                   |  |
| 14:00               | - Taylor 67' | Relatório | - Pronk 3' - Cataldo born 15' | Estádio: Bledisloe Park Árbitro: John Keen |  |

| 22 de abril de 2023 | Cambridge (4)                                              | 4–2       | Sperm Whales (SUN) | Cambridge                                       |  |
| 14:00               | - Carmichael 31' - Singh 33' - A. Taylor 48' - Clarkin 65' | Relatório | - Mair 20', 50'    | Estádio: John Kerkhof Park Árbitro: Zhijun Chen |  |

| 22 de abril de 2023 | Matamata Swifts (5) | 0–2       | Papatoetoe (5)           | Matamata                                        |  |
| 14:30               |                     | Relatório | - Prasad 6' - Karimo 57' | Estádio: Matamata Domain Árbitro: Brendon Coker |  |

| 22 de abril de 2023 | Plains Rangers (7) | 0–2       | Taupo (4)               | Edgecumbe                                       |  |
| 14:30               |                    | Relatório | - Lewis 58' - Giddy 80' | Estádio: Edgecumbe Domain Árbitro: Stuart Blake |  |

| 22 de abril de 2023 | Uni-Mount Bohemian (5)   | 2–1       | FC Whangarei (6) | Auckland                                            |  |
| 16:00               | - Jonuzi 39' - Saraj 61' | Relatório | - Carter 6'      | Estádio: Bill McKinlay Park Árbitro: Carl Te Wharau |  |

| 25 de abril de 2023 | Papakura City (5)                             | 3–2       | Gisborne Thistle (3)     | Papakura, Auckland                               |  |
| 13:00               | - Krishna 8' - Dixon 50' - Morling 90' (pen.) | Relatório | - Somerton 49' - Ure 69' | Estádio: McLennan Park Árbitro: Clint van Eyssen |  |

| 25 de abril de 2023 | Te Atatu (5) | 13–0      | Mangere United (8) | Te Atatu Peninsula                                     |  |
| 14:00               | - Caples 6', 16' (pen.), 55', 84' - Han 21', 47' - Mason 32' - Norris 35' - Bowman 44' - Willetts 59', 65', 69' (pen.), 86' | Relatório |                    | Estádio: Te Atatu Peninsula Park Árbitro: Nick Waldron |  |

| 25 de abril de 2023 | Central United (4) | 2–8       | Waitemata (4)                                                                        | Auckland                                                    |  |
| 14:00               | - Pank 57', 85'    | Relatório | - Kochasira 1', 3', 45' - Darrah 26' - Tanner 36' (pen.), 48', 51' - Stevenson 90+2' | Estádio: Kiwitea Street Árbitro: Campbell-Kirk Kawana-Waugh |  |

| 25 de abril de 2023 | AFC Bohemian Celtic (SUN)                | 3–1       | Otorohanga (5) | Auckland                                                 |  |
| 14:00               | - Ramos 53' - O'Sullivan 55' - Haley 66' | Relatório | - Anglesey 90' | Estádio: Michaels Avenue Reserve Árbitro: Roger Williams |  |

| 25 de abril de 2023 | Papamoa FC (4)               | 2–3 (pro.) | Northern United (6)                    | Papamoa Beach, Tauranga                              |  |
| 14:00               | - Kenny 27' - Kilpatrick 90' | Relatório  | - Murray-Borman 66' - Kennedy 90', 90' | Estádio: Gordon Spratt Reserve Árbitro: Mark Orchard |  |

| 25 de abril de 2023 | Rapa Nui (SUN)                               | 3–1       | West Hamilton United (5) | Māngere East, Auckland                        |  |
| 14:00               | - Nunez 33' - Reyes 50' - Ortega Briones 90' | Relatório | - Mohmand 88'            | Estádio: Walter Massey Park Árbitro: Lee Juno |  |

Região Central
| 22 de abril de 2023 | Peringa United (4)                    | 3–4       | New Plymouth Boys' High School (4)                      | New Plymouth                               |  |
| 14:00               | - Manning 12' - Gally 74' - Smith 88' | Relatório | - Dellow 23' - Kleinsorge 45' - Andrews 87' - Young 89' | Estádio: Peringa Park Árbitro: Craig Laird |  |

| 22 de abril de 2023 | New Plymouth Rangers (4)                 | 3–4       | FC Western (4)                                    | New Plymouth                                     |  |
| 14:00               | - N.Leggett 6' - Pittams 34' - Brown 75' | Relatório | - Sheridan 35' - Oliver-Rose 48', 77' - Furze 51' | Estádio: Merrilands Domain Árbitro: Ian Robinson |  |

Região da Capital
| 25 de abril de 2023 | Lower Hutt City (3)                                         | 4–0       | Brooklyn Northern United (4) | Lower Hutt                                       |  |
| 14:00               | - Braakhuis 47' - Zitye 75' - Rioga 89' (pen.) - Murphy 90' | Relatório |                              | Estádio: Fraser Park Árbitro: Alexander Dahlberg |  |

| 25 de abril de 2023 | Kapiti Coast United (8) | 1–0       | Greytown (6) | Paraparaumu                                 |  |
| 14:00               | - De Vries 8'           | Relatório |              | Estádio: Weka Park Árbitro: Darren Reynolds |  |

| 25 de abril de 2023 | Victoria University (4)  | 1–2       | Wainuiomata (3)           | Wellington                                          |  |
| 14:00               | - Stenner Corbishley 53' | Relatório | - Hinton 45' - Martin 79' | Estádio: Boyd Wilson Field Árbitro: Jordan Williams |  |

| 25 de abril de 2023 | Wellington United (6)                                    | 4–5       | Seatoun (3)                                          | Newtown, Wellington                                  |  |
| 14:00               | - Redstall 62' - Patterson 68' - Waller 83' - Watson 90' | Relatório | - Daly 25', 72' - Kiloni 45' - Clayton 55' - Hey 77' | Estádio: Te Whaea Artificial Árbitro: Paul Rushworth |  |

| 25 de abril de 2023 | Upper Hutt City (3)                                                                                    | 11–2      | Stokes Valley (5)       | Upper Hutt                                    |  |
| 14:00               | - M. Fong 5', 22', 31', 34' - Kempt 42' - McIndoe 52' - J. Fong 65' - Gahan 60', 86', 88' - Hansen 88' | Relatório | - Thomas 16' - West 59' | Estádio: Maidstone Park Árbitro: Peter Linney |  |

| 25 de abril de 2023 | Island Bay United (3)                                             | 6–1       | Wellington Marist (5) | Wellington                                   |  |
| 14:00               | - Guthrie 23', 45' - Mitchener 32' - Rodger 52', 82' - McPhee 67' | Relatório | - Greig 9'            | Estádio: Wakefield Park Árbitro: Nigel Piper |  |

| 25 de abril de 2023 | Paekākāriki (8)                              | 3–2       | Naenae (6)                | Paekākāriki                                   |  |
| 14:00               | - Northcott 6' - Corry 23' - Provan Monk 71' | Relatório | - Pearce 75' - Lamont 90' | Estádio: Campbell Park Árbitro: Jason Andrews |  |

Região Continental
| 22 de abril de 2023 | Western (3)                                                 | 4–5 (pro.) | Parklands United (3)                                        | Christchurch                                |  |
| 14:30               | - Parry-Griffiths 7' (g.c.) - Bradford 42', 120' - Ross 49' | Relatório  | - Gruschow 14', 33' - Adcock 45' - Norris 95' - Ruwhiu 105' | Estádio: Walter Park Árbitro: Thomas Lawson |  |

| 22 de abril de 2023 | St Albans Shirley (6) | 1–6       | Waimakariri United (4)                                       | Christchurch                               |  |
| 14:30               | - Beresford 36'       | Relatório | - Fraser 41' - Elmohib 50' - Lay 68', 80', 85' - Sharp 90+4' | Estádio: St Albans Park Árbitro: Paul Pace |  |

| 22 de abril de 2023 | Central Buccaneers (5)                                                       | 6–0       | Wakefield (6) | Marlborough                                     |  |
| 15:00               | - 25' (o.g.) - Masters 32' - Shallrass 36', 79' - Hall 60' - Collingwood 68' | Relatório |               | Estádio: A&P Showgrounds Árbitro: Morgan Breuer |  |

| 25 de abril de 2023 | FC Nelson (5) | 5–2       | Golden Bay (6) | Nelson                                       |  |
| 14:30               |               | Relatório |                | Estádio: Guppy Park Árbitro: Iain Mac Fadyen |  |

Região Sul
| 22 de abril de 2023 | Gore Wanderers (4) | 1–3       | Grants Braes (4)                        | Gore                                    |  |
| 15:00               | - Patrick 56'      | Relatório | - Sayidov 26' - Hanrahan 36' - Adye 40' | Estádio: Hyde Park Árbitro: Bruce Ryder |  |

Todas as equipes listadas abaixo avançaram diretamente para a primeira rodada. 
Região Norte:Auckland City FC (atual campeão); Auckland United FC; Bay Olympic FC; Birkenhead United AFC; Eastern Suburbs AFC; Hamilton Wanderers; Manukau United FC; Melville Utd AFC; Manurewa AFC; Takapuna FC; West Coast Rangers FC; Western Springs AFC; East  Coast Bays AFC; Ellerslie AFC; Mt Albert-Ponsonby AFC; Hibiscus Coast AFC; Metro  FC; Northern Rovers FC; Waiheke United AFC; Onehunga Mangere United AFC; Ngaruawahia Utd AFC; Tauranga City AFC; North Shore United AFC; Fencibles United FC; Claudelands Rovers; Franklin United FC; Oratia United FC; Northland FC; Beachlands Maraetai AFC; West Auckland AFC; Otumoetai FC; Waikato Unicol AFC; Te Awamutu AFC;
Região Central/Região da Capital:Albany United FC; Royal NZ Navy FC; Napier Marist Football Club; Moturoa AFC; Whanganui Athletic; Napier City Rovers AFC; Palmerston North Marist FC; Massey University; Stop Out SC; Miramar Rangers AFC; North Wellington FC; Petone FC; Waterside Karori; Wellington Olympic; Western Suburbs; Tawa AFC;
Região Continental/Região Sul:Nelson Suburbs FC; Motueka AFC; Halswell United; Universities of Canterbury Association Football Club; Burwood AFC; Cashmere Technical FC; Christchurch Utd; Coastal Spirit; FC Twenty 11; Ferrymead Bays FC; Nomads United AFC; Selwyn United FC; Green Island AFC; Dunedin City Royals FC; Otago University AFC; Wanaka AFC; Queens Park AFC; Northern Hearts AFC; Queenstown AFC; Northern AFC; Mosgiel AFC; Roslyn Wakari AFC; Thistle FC.

### Rodada 1
As partidas foram disputadas entre os dias 13-14 de maio  Esta rodada contará com três equipes das ligas de futebol de domingo de Auckland: AFC Bohemian Celtic, Colo Boys e Rapa Nui, as equipes do nível mais baixo do sistema das ligas de futebol da Nova Zelândia disputando a competição.
Região Norte
| 13 de maio de 2023 | Northern Rovers (3)                                                                     | 11-0      | Colo Boys (SUN) | North Shore, Auckland                            |  |
| 14:00              | - Kinghorn 4', 29', 37', 45', 57' - Turner 35', 66' - Edwards 38' - Windelburn 55', 86' | Relatório |                 | Estádio: McFetridge Park Árbitro: Pranil Gordhan |  |

| 13 de maio de 2023 | Otumoetai FC (4)                                 | 4-2       | Uni-Mount Bohemian AFC (5)       | Tauranga                                         |  |
| 14:00              | - C. Picton 11', 54' - A. Picton 28' - Singh 72' | Relatório | - Foley 22' - Edwards 84' (pen.) | Estádio: Fergusson Park Árbitro: Andrew Mitchell |  |

| 13 de maio de 2023 | South Auckland Rangers (5)     | 3-2       | Oratia United (4)         | Flat Bush, Auckland                             |  |
| 14:00              | - Minto 64', 66' - Kivolyn 72' | Relatório | - Withers 23', 75' (pen.) | Estádio: Rongomai Park Árbitro: Kristian Klette |  |

| 13 de maio de 2023 | East Coast Bays (3)                                                                                              | 13-1      | Rapa Nui (SUN)   | North Shore, Auckland                        |  |
| 14:00              | - Garcia 4', 6', 55' - Coe 9', 35' - Berry 24', 27' - Archer 43' - Kim 63' - Noel 81', 86' - Stansfield 89', 90' | Relatório | - Williamson 16' | Estádio: Bay City Park Árbitro: Martin Huang |  |

| 13 de maio de 2023 | Mt Albert Ponsonby (3) | 1-3       | Ngaruawahia United (3)            | Auckland                                       |  |
| 14:00              | - Rollinson 69'        | Relatório | - Henderson 2' - Kovacic 28', 30' | Estádio: Anderson Park Árbitro: Jack Henderson |  |

| 13 de maio de 2023 | Northern United (6) | 1-3       | Metro (3)                          | Hamilton                                     |  |
| 14:00              | - Sullivan 51'      | Relatório | - Souza 49' - Cain 57' - Smith 75' | Estádio: Korikori Park Árbitro: Stuart Blake |  |

| 13 de maio de 2023 | Beachlands Maraetai (4) | 0-1       | Albany United (4) | Beachlands, Auckland                       |  |
| 14:00              |                         | Relatório | - Beguely 75'     | Estádio: Te Puru Park Árbitro: Avi Narayan |  |

| 13 de maio de 2023 | Royal New Zealand Navy (9) | 0-8       | Fencibles United (3)                                                                              | Auckland                                               |  |
| 14:00              |                            | Relatório | - Garofalakis 7', 33' - Priestley 37' (pen.) - Alfayad 41' - Kovacic 70', 74', 87' - Lonergan 82' | Estádio: Naval Sports Complex Árbitro: Johnathon Smith |  |

| 13 de maio de 2023 | Bucklands Beach (4)                                                                             | 9-0       | Waipuna (8) | Bucklands Beach, Auckland                          |  |
| 14:00              | - Jones 6' - Waterland 11', 24', 35' - Latimer 24' - Bohea 47', 64' - Martin 76' - Burgoyne 77' | Relatório |             | Estádio: Lloyd Elsmore Park Árbitro: Alec Couchman |  |

| 13 de maio de 2023 | Cambridge (4) | 1-3       | Franklin United (4)                         | Cambridge                                          |  |
| 14:00              | - Clarkin 30' | Relatório | - Richardson 33', 49' (pen.) - Gallardo 69' | Estádio: John Kerkhof Park Árbitro: Phillip Rogers |  |

| 13 de maio de 2023 | Ellerslie (3)                                              | 5-1       | Northland FC (4) | Ellerslie, Auckland                                   |  |
| 14:00              | - Corbett 18', 78' - Rathbone 39' - Durkin 60' - Fusha 68' | Relatório | - West 45'       | Estádio: Michaels Avenue Reserve Árbitro: James Logan |  |

| 13 de maio de 2023 | West Auckland (4) | 3-0*      | Papakura City (5) | Auckland                                |  |
| 14:00 |                   | Relatório |                   | Estádio: Brains Park Árbitro: Dan Tyler |  |
| Nota: Originalmente o Papakura City se classificou para a segunda rodada, porém eles foram punidos pela escalação irregular de um atleta, com isso foi declarada a vitória de 3-0 e consequente classificação do West Auckland. |                   |           |                   |                                         |  |

| 13 de maio de 2023 | Papatoetoe (5)                  | 1-5       | Waikato Unicol (4)                                        | Papatoetoe                                     |  |
| 14:00              | - Hanif 41' (g.c.) - Nissan 43' | Relatório | - Kamaldeen 65' - McFarlane 72' - Clark 84' - Poudyal 87' | Estádio: Murdoch Park Árbitro: William Roberts |  |

| 13 de maio de 2023 | Hibiscus Coast (3)       | 2-3       | Waitemata (4)                          | Whangaparaoa, Auckland                              |  |
| 14:00              | - Mayes 32' - Martin 43' | Relatório | - Dormer 70' - Tanner 84' - Davies 88' | Estádio: Stanmore Bay Park Árbitro: Darren Johnston |  |

| 13 de maio de 2023 | North Shore United (3)                         | 3-0       | Te Atatu (5) | North Shore, Auckland                             |  |
| 14:00              | - Anderson 45' - Taylor 89' - Hicks 90' (pen.) | Relatório |              | Estádio: Allen Hill Stadium Árbitro: Beth Rattray |  |

| 13 de maio de 2023 | Te Awamutu (4)                                              | 4-3       | Taupo (4)                                | Te Awamutu                                    |  |
| 14:00              | - Skipps 16' - Coster 83' - Glenister 87' (pen.) - Roil 90' | Relatório | - Foster 25' - Lewis 32' - Tillessen 90' | Estádio: The Stadium Árbitro: Andy Holdsworth |  |

| 13 de maio de 2023 | Claudelands Rovers (4)                                | 4-1       | Te Puke United (6) | Hamilton                                    |  |
| 14:00              | - Christensen-Rose 9', 41' - Finlay 54' - Stephen 81' | Relatório | - Bell 50'         | Estádio: Galloway Park Árbitro: Zhijun Chen |  |

| 14 de maio de 2023 | AFC Bohemian Celtic (SUN) | 0-9       | Tauranga City (3)                                                                                           | Ellerslie, Auckland                                        |  |
| 14:00              |                           | Relatório | - Molloy 2', 19' - Brennan 45' - Reid 51' - Bidois 53', 87' - Wellsbury 76' - Ramos 85' - Bryant 90' (pen.) | Estádio: Michaels Avenue Reserve Árbitro: Phillip Kelleway |  |

Região Central
| 13 de maio de 2023 | Massey University (6) | 1-3       | Napier Marist (4)            | Palmerston North                                                   |  |
| 14:00              | - Smither 85'         | Relatório | - Can 56', 90' - Moffitt 65' | Estádio: Massey University Football Fields Árbitro: Jason Marshall |  |

| 13 de maio de 2023 | New Plymouth Boys' High School (4) | 2-1       | Moturoa (4)         | New Plymouth                                 |  |
| 14:00              | - Hearn-powers 30' - Du 72'        | Relatório | - Wilson 85' (pen.) | Estádio: Webster Field Árbitro: Russel Jones |  |

| 13 de maio de 2023 | FC Western (4)                    | 2-0       | Palmerston North Marist (3) | New Plymouth                                  |  |
| 14:00              | - Furze 42' (pen.) - Phillips 58' | Relatório |                             | Estádio: Lynmouth Park Árbitro: Milan Macesic |  |

Região da Capital
| 13 de maio de 2023 | Kapiti Coast United (8)                | 3-0       | Lower Hutt City (3) | Kapiti                                  |  |
| 14:00              | - Newman 14' - Harmer 33' - Hughes 90' | Relatório |                     | Estádio: Weka Park Árbitro: Mark Hewitt |  |

| 13 de maio de 2023 | Paekākāriki (8) | 0-10      | Island Bay United (3)                                                                    | Paekākāriki                                     |  |
| 14:00              |                 | Relatório | - Mitchener 12', 39', 51', 62', 63' - Bell 18', 40', 80' - Lenihan-Geels 43' - Peden 82' | Estádio: Campbell Park Árbitro: Charles Sturman |  |

| 13 de maio de 2023 | Upper Hutt City (3) | 1-3       | Tawa (3)                                | Upper Hutt                                      |  |
| 14:00              | - Marshall 28'      | Relatório | - Scott 10' - Jackson 14' - Stauton 35' | Estádio: Maidstone Park Árbitro: Mark Whitehead |  |

| 14 de maio de 2023 | Wainuiomata (3)                      | 3-1       | Seatoun (3) | Lower Hutt                                         |  |
| 14:00              | - King 4', 90' (pen.) - Attewell 38' | Relatório | - Daly 41'  | Estádio: Richard Prouse Park Árbitro: Aaron Clarke |  |

Região Continental
| 12 de maio de 2023 | Christchurch United (2)                                                                 | 9-0       | Parklands United (3) | Christchurch                                          |  |
| 14:00              | - McLennan 17' - Stokes 25', 35' - Debenham 56' - Cole 66' - Meyn 80' - Philip 90', 90' | Relatório | - Parker 57' (g.c.)  | Estádio: United Sportes Centre Árbitro: Aaron Nottage |  |

| 13 de maio de 2023 | Motueka (5)                | 2-1       | FC Nelson (5) | Motueka                                         |  |
| 14:00              | - Lattimer 31' - Kerry 39' | Relatório | - Hansen 12'  | Estádio: Memorial Park Árbitro: Peter Cobeldick |  |

| 13 de maio de 2023 | Cashmere Technical (2) | 1-0       | Selwyn United (2) | Christchurch                                          |  |
| 14:00              | - Storer 45'           | Relatório |                   | Estádio: Garrick Memorial Park Árbitro: Hayden McCabe |  |

| 13 de maio de 2023 | Nomads United (2)   | 1-2       | Ferrymead Bays (2)               | Christchurch                               |  |
| 14:00              | - MacLeod-Watts 32' | Relatório | - Julve 65' (pen.) - Hayashi 80' | Estádio: Tulett Park Árbitro: Michael Love |  |

| 13 de maio de 2023 | Universities (3)                             | 3-2       | Waimakariri United (3)      | Christchurch                              |  |
| 14:00              | - Campbell 20' - Peacocke 24' - Whitwell 90' | Relatório | - Fraser 35' - Hosseiny 78' | Estádio: Ilam Field Árbitro: Caleb Downes |  |

| 13 de maio de 2023 | Halswell United (3) | 1-2       | FC Twenty 11 (2)        | Christchurch                                    |  |
| 14:00              | - Williams 73'      | Relatório | - Dix 14' - Fairley 66' | Estádio: Halswell Domain Árbitro: Iain Marshall |  |

| 14 de maio de 2023 | Central (5) | 0-10      | Nelson Suburbs (2)                                                                                             | Blenheim                            |  |
| 14:00              |             | Relatório | - Whewell 3', 16', 43', 69' - Ridsdale 27' - Hickman 31' - Turner 82' - Gil Gomez 85' - Larsen 88' (pen.), 90' | Estádio: A&P Árbitro: Morgan Breuer |  |

| 14 de maio de 2023 | Coastal Spirit (2)                            | 5-1       | Burwood (3)                             | Christchurch                                |  |
| 12:00              | - McGarr 32' - Cameron 60', 79' - Smoothy 67' | Relatório | - Zimmerman 3' - Braithwaite 61' (g.c.) | Estádio: Cuthberts Green Árbitro: Paul Pace |  |

Região Sul
| 13 de maio de 2023 | Thistle FC (4)                             | 4-1       | Grants Braes (4) | Invercargill                                    |  |
| 14:00              | - McLaren 15' - Raza 17' - Cairns 65', 73' | Relatório | - Adye 43'       | Estádio: ILT Football Turf Árbitro: Will Dymond |  |

| 13 de maio de 2023 | Queenstown (3) | 1-3       | Wanaka (3) | Queenstown                                                   |  |
| 14:00              |                | Relatório |            | Estádio: Queenstown Events Centre Árbitro: Daniel Dukinfield |  |

| 13 de maio de 2023 | Mosgiel (3)                                                             | 7-2       | Northern Hearts (3)         | Mosgiel                                     |  |
| 14:00              | - Quarrell 15', 35', 59', 61' - Findlay 26' - Clissold 56' - Duncan 57' | Relatório | - Chambers 53' - Bagrie 83' | Estádio: Memorial 1 Árbitro: Wayne Van Gorp |  |

| 13 de maio de 2023 | Northern (3)    | 1-2       | Roslyn-Wakari (3)         | Dunedin                                      |  |
| 14:00              | - Al Mawali 70' | Relatório | - Wilkie 51' - Madden 63' | Estádio: Gardens Ground Árbitro: Craig Smart |  |

Todas as equipes listadas abaixo avançaram diretamente para a segunda rodada. 
Região Norte: Auckland City FC (atual campeão); Auckland United FC;Bay Olympic FC;Birkenhead United AFC; Eastern Suburbs AFC; Hamilton Wanderers; Manukau United FC; Melville Utd AFC; Manurewa AFC Takapuna FC; West Coast Rangers FC; Western Springs AFC; Onehunga Mangere United AFC; Waiheke United AFC.
Região Central/Região da Capital: Stop Out SC; Miramar Rangers AFC; Napier City Rovers AFC; North  Wellington FC; Petone FC; Whanganui Athletic; Waterside Karori; Wellington Olympic; Western Suburbs.
Região Continental/Região Sul: Otago University AFC; Queens Park AFC; Green Island AFC; Dunedin City Royals FC.

### Rodada 2
As partidas foram disputadas entre os dias 3-5 de junho  Esta rodada contará com uma equipe do oitavo nível de futebol do país: Kapiti Coast United, a equipe do nível mais baixo do sistema das ligas de futebol da Nova Zelândia ainda disputando a competição.
Região Norte
| 03 de junho de 2023 | Onehunga Mangere United (3)                      | 4-0       | Te Awamutu (4) | Auckland                                      |  |
| 14:00               | - Soffe 47' - Manko 80' - Oliveira Dias 90', 90' | Relatório |                | Estádio: Mangere Domain Árbitro: Mark Fleming |  |

| 03 de junho de 2023 | Northern Rovers (3) | 0-1       | Fencibles United (3) | Auckland                                        |  |
| 14:00               |                     | Relatório |                      | Estádio: McFetridge Park Árbitro: Othmane Jebli |  |

| 03 de junho de 2023 | South Auckland Rangers (5)       | 2-1       | North Shore United (3) | Auckland                                    |  |
| 14:00               | - Streamer 34' (g.c.) - Atiq 75' | Relatório | - Petherick 29'        | Estádio: Rongomai Park Árbitro: Brandon Day |  |

| 05 de junho de 2023 | Auckland United (2) | 0-2       | Auckland City (2)            | Auckland                                           |  |
| 14:00               |                     | Relatório | - Gillion 56' - De Vries 88' | Estádio: Keith Hay Park 2 Árbitro: Riley Greenbury |  |

| 05 de junho de 2023 | Otumoetai (4)       | 1-7       | Melville United (2)                                                                 | Tauranga                                      |  |
| 14:00               | - Panzer 70' (g.c.) | Relatório | - Hayes 21' - England 18', 32' - Connor 36' - Scott 39' - Panzer 61' - Richards 90' | Estádio: Fergusson Park Árbitro: Mark Orchard |  |

| 05 de junho de 2023 | Ngaruawahia United (3)                                                                | 6-4 (pro.) | Albany United (4)                                             | Ngaruawahia                                         |  |
| 14:00               | - Nkoy 13' - Kovacic 45', 56' (pen.) - Brown 63' - Baird 105' (g.c.) - Memedovic 109' | Relatório  | - Laulhe Centurion 19' - Davey 20' - Beguely 77' - Landeg 90' | Estádio: Centennial Park Árbitro: Sarah Elyse Jones |  |

| 05 de junho de 2023 | Birkenhead United (2)                                              | 5-1       | Waiheke United (3) | Auckland                                      |  |
| 14:00               | - Jorgensen 8', 83' (pen.) - Botica 32' - Carlson-Du Toit 50', 90' | Relatório | - Herrera 2'       | Estádio: Shepherds Park Árbitro: Luke Gardner |  |

| 05 de junho de 2023 | Takapuna (2)              | 2-0       | Waikato Unicol (4) | Auckland                                   |  |
| 14:00               | - Pinas 10' - Willcox 58' | Relatório |                    | Estádio: Taharoto Park Árbitro: Kirk Davis |  |

| 05 de junho de 2023 | Bay Olympic (2) | 0-1       | West Coast Rangers (2) | Auckland                                  |  |
| 14:00               |                 | Relatório | - Pearce 53' (pen.)    | Estádio: Olympic Park Árbitro: Cory Mills |  |

| 05 de junho de 2023 | Franklin United (4)        | 2-1       | Waitemata (4) | Auckland                                             |  |
| 14:00               | - Day 49' - Richardson 73' | Relatório | - Tanner 69'  | Estádio: Drury Sports Complex Árbitro: Ashley Wilson |  |

| 05 de junho de 2023 | Manurewa (2) | 0-1       | Eastern Suburbs (2) | Auckland                                                  |  |
| 14:00               |              | Relatório | - Mechell 86'       | Estádio: Manurewa War Memorial Park Árbitro: Nick Waldron |  |

| 05 de junho de 2023 | Claudelands Rovers (4)     | 2-4       | Bucklands Beach (4)                            | Hamilton                                       |  |
| 14:00               | - Matiwane 8' - Venema 77' | Relatório | - Latimer 12', 83' - Smith 49' - Waterland 56' | Estádio: Galloway Park Árbitro: Phillip Rogers |  |

| 05 de junho de 2023 | Metro (3) | 0-2       | West Auckland (4)              | Auckland                                             |  |
| 14:00               |           | Relatório | - West 18' - Maisey 47' (g.c.) | Estádio: Phyllis Street Reserve Árbitro: Chris Trent |  |

| 05 de junho de 2023 | East Coast Bays (3) | 1-2       | Western Springs (2)         | Auckland                                       |  |
| 14:00               | - Stansfield 64'    | Relatório | - Margetts 59' - Browne 74' | Estádio: Bay City Park Árbitro: Jack Henderson |  |

| 05 de junho de 2023 | Hamilton Wanderers (2)                 | 4-1       | Ellerslie (3)   | Hamilton                                          |  |
| 14:00               | - Hurd 19', 48' - Pratt 37' - Lamb 45' | Relatório | - Oosterhof 10' | Estádio: Porritt Stadium Árbitro: Benjamin Norman |  |

| 10 de junho de 2023 | Tauranga City (3)                                               | 6-0       | Manukau United (2) | Tauranga                                    |  |
| 14:00               | - Bidois 26', 28', 31' - Brennan 38', 64' - Davidson 83' (pen.) | Relatório |                    | Estádio: Links Ave Árbitro: Riley Greenbury |  |

Região Central/Capital
| 03 de junho de 2023 | Wellington Olympic (2)                                                                        | 9-3       | Wainuiomata (3)                               | Wellington                                    |  |
| 14:00               | - Bouzoukis 19', 24', 28' - Gould 12', 48' - Luke-Miny 29', 70' - Thurston 46' - Mitrakas 73' | Relatório | - Attewell 8' - King 68' - Argaez Benitez 71' | Estádio: Wakefield Park Árbitro: John Rowbury |  |

| 03 de junho de 2023 | Petone (2)                   | 2-1       | Whanganui Athletic (2) | Lower Hutt                                             |  |
| 14:00               | - McMinn 51' - Pickering 90' | Relatório | - Farmer 39'           | Estádio: Petone Memorial Turf Árbitro: Michael Killick |  |

| 03 de junho de 2023 | Miramar Rangers (2)                        | 4-4 (pro.) (3-4 pen.) | Stop Out (2)                               | Wellington                                           |  |
| 14:00               | - Manuel 19' - Simes 90' - Bevin 85', 104' | Relatório             | - Prins 35', 99' - Craven 68' - Jelley 87' | Estádio: David Farrington Park Árbitro: Aaron Clarke |  |

| 03 de junho de 2023 | Napier Marist (4) | 0-1       | North Wellington (2) | Napier                                      |  |
| 14:00               |                   | Relatório | - Nazari 69'         | Estádio: Bond SF Árbitro: Christopher Nevin |  |

| 03 de junho de 2023 | New Plymouth Boys’ High School (4) | 1-4       | FC Western (4)                                                    | New Plymouth                             |  |
| 14:00               | - Hearn-Powers 90'                 | Relatório | - Gibson 36' (pen.) - Roberts 44' - Oliver-Rose 69' - Burnell 90' | Estádio: Webster Árbitro: Gareth Sheenan |  |

| 03 de junho de 2023 | Tawa (3) | 0-2       | Waterside Karori (2)        | Tawa                                       |  |
| 14:00               |          | Relatório | - Cordwell 45' - Parker 72' | Estádio: Redwood Park Árbitro: Nigel Piper |  |

| 04 de junho de 2023 | Napier City Rovers (2)                                 | 4-2       | Island Bay United (3)       | Napier                                   |  |
| 14:00               | - Corfe 26' (pen.), 90' - Lack 60' - Karajovanovic 79' | Relatório | - Mitchener 45' (pen.), 78' | Estádio: Bluewater Árbitro: Antony Riley |  |

| 05 de junho de 2023 | Kapiti Coast (8) | 0-4       | Western Suburbs (2)                              | Paraparaumu                          |  |
| 14:00               |                  | Relatório | - Abrahaberhe 20', 25' - Delaney 31' - Scott 35' | Estádio: Weka Park Árbitro: Dan Shaw |  |

Região Continental
| 03 de junho de 2023 | Motueka (5) | 0-9       | Nelson Suburbs (2)                                               | Motueka                   |  |
| 14:00               |             | Relatório | - Gillespie 1', 5', 12', 25', 73' - Searle 39' (g.c.) - Ward 50' | Estádio: Memorial Park S2 |  |

| 03 de junho de 2023 | Ferrymead Bays (2) | 2-1       | FC Twenty 11 (2)    | Christchurch                                   |  |
| 14:00               | - Thoms 85', 90'   | Relatório | - Foissy 28' (pen.) | Estádio: Ferrymead Park Árbitro: Richard Jones |  |

| 03 de junho de 2023 | Coastal Spirit (2)           | 2-4       | Cashmere Technical (2)                             | Christchurch                                |  |
| 14:00               | - Mitchell 41' - Cameron 59' | Relatório | - Barbour-Ryan 5' - Coughlan 21', 90' - Storer 60' | Estádio: Linfield Park Árbitro: Ralph Clink |  |

| 05 de junho de 2023 | Universities (3) | 1-3       | Christchurch United (2)                    | Christchurch                                |  |
| 14:00               | - Brooks 81'     | Relatório | - Stokes 44' - Todd-Smith 57' - Godden 87' | Estádio: Ilam Fields Árbitro: Aaron Nottage |  |

Região Sul
| 03 de junho de 2023 | Wanaka (3)  | 1-0       | Dunedin City Royals (2) | Wānaka                                               |  |
| 14:00               | - Brady 45' | Relatório |                         | Estádio: Recreation Centre Árbitro: Lindsey Robinson |  |

| 03 de junho de 2023 | Mosgiel (3) | 0-4       | Otago University (3)                                  | Mosgiel                                     |  |
| 14:00               |             | Relatório | - Thompson 8' - Reynolds 32' - Quinn 34' - Julian 44' | Estádio: Memorial 1 Árbitro: Andrew Kennedy |  |

| 03 de junho de 2023 | Queens Park (3) | 0-1       | Green Island (2) | Invercargill                                    |  |
| 14:00               |                 | Relatório | - Milidrag 40'   | Estádio: ILT Football Turf Árbitro: Gary Boyles |  |

| 03 de junho de 2023 | Thistle (4) | 0-5       | Roslyn-Wakari (3)                                                    | Invercargill                                       |  |
| 14:00               |             | Relatório | - Cosgrove 35' - Treadwell 40' - Lucas 73' - Wilkie 75' - Madden 81' | Estádio: ILT Football Turf Árbitro: Craig Campbell |  |

### Rodada 3
As partidas foram disputadas entre os dias 16-18 de junho. Esta rodada contará com uma equipe do quinto nível de futebol do país: South Auckland Rangers, a equipe do nível mais baixo do sistema das ligas de futebol da Nova Zelândia ainda disputando a competição.
Região Norte
| 17 de junho de 2023 | Onehunga Mangere United (3) | 1-4       | Ngaruawahia United (3)                         | Auckland                                         |  |
| 14:00               | - Manko 32'                 | Relatório | - Kovacic 27', 50', 81' - Henderson 39' (pen.) | Estádio: Mangere Domain Árbitro: Riley Greenbury |  |

| 17 de junho de 2023 | West Coast Rangers (2) | 0-4       | Hamilton Wanderers (2)                                 | Kumeū                                         |  |
| 14:00               |                        | Relatório | - Rose 37' (pen.) - Tieku 40' - Lamb 55' - Bayliss 63' | Estádio: Huapai Reserve Árbitro: Nick Waldron |  |

| 17 de junho de 2023 | Auckland City (2)                                                                                       | 9-0       | Bucklands Beach (4) | Auckland                                     |  |
| 14:00               | - De Vries 3', 27', 45' - Gillion 12' - Howieson 64' - Lee 74' - Kilkolly 78' - Mitchell 80' - Gray 90' | Relatório |                     | Estádio: Kiwitea Street Árbitro: Chris Trent |  |

| 17 de junho de 2023 | South Auckland Rangers (5) | 0-4       | Western Springs (2)                                            | Auckland                                    |  |
| 14:00               |                            | Relatório | - Kelly 30' - Ramsay 45' (pen.) - Steinmetz 47' - McIntyre 90' | Estádio: Rongomai Park Árbitro: Brandon Day |  |

| 17 de junho de 2023 | Takapuna (2) | 0-1       | Melville United (2)         | Auckland                                     |  |
| 14:00               |              | Relatório | - Gleissner-Broom 4' (g.c.) | Estádio: Taharoto Park Árbitro: Luke Gardner |  |

| 17 de junho de 2023 | Birkenhead United (2)                         | 3-1 (pro.) | Franklin United (4) | Auckland                                        |  |
| 16:30               | - Morgan 80' - Carlson-Du Toit 92' - Toy 117' | Relatório  | - Chand 2'          | Estádio: Shepherds Park Árbitro: Jack Henderson |  |

| 17 de junho de 2023 | Fencibles United (3)                                  | 4-1       | West Auckland (4)  | Auckland                                       |  |
| 18:00               | - Mossbaly 33' - Lonergan 64' - Bulay 89' - Nicol 90' | Relatório | - Hearn 41' (pen.) | Estádio: Riverhills Park Árbitro: Glen Lochrie |  |

| 24 de junho de 2023 | Tauranga City (3) | 0-2       | Eastern Suburbs (2)             | Tauranga                                  |  |
| 14:00               |                   | Relatório | - Bueno 67' (pen.) - Toomey 87' | Estádio: Links Av Árbitro: Jack Henderson |  |

Região Central/Capital
| 17 de junho de 2023 | Waterside Karori (2) | 1-0 (pro.) | Western Suburbs (2) | Wellington                                     |  |
| 14:00               | - Forrest 110'       | Relatório  |                     | Estádio: Karori Park Árbitro: Ashton Davenport |  |

| 17 de junho de 2023 | Petone (2)                                          | 3-0       | FC Western (4) | Lower Hutt                                            |  |
| 15:00               | - Brazier 16' - Sinclair 30' (pen.) - Pickering 85' | Relatório |                | Estádio: Petone Memorial Park Árbitro: Mark Whitehead |  |

| 17 de junho de 2023 | Wellington Olympic (2)              | 3-2       | North Wellington (2)      | Wellington                                     |  |
| 15:45               | - Mata 12', 78' (pen.) - Watson 82' | Relatório | - Wardlaw 24' - Bruce 32' | Estádio: Wakefield Park Árbitro: Dominic Barry |  |

| 18 de junho de 2023 | Napier City Rovers (2)                                                                 | 8-2       | Stop Out (2)           | Napier                                |  |
| 14:00               | - McNamara 4' - Emerson 21', 30' - Corfe 22', 53' - Karajovanovic 29', 64' - Mason 90' | Relatório | - Moore 18' - Tuck 45' | Estádio: Bluewater Árbitro: Mark Rule |  |

Região Continental
| 16 de junho de 2023 | Ferrymead Bays (2) | 0-1 (pro.) | Christchurch United (2) | Christchurch                                  |  |
| 19:00               |                    | Relatório  | - Todd-Smith 96'        | Estádio: Ferrymead Park Árbitro: Caleb Downes |  |

| 18 de junho de 2023 | Nelson Suburbs (2) | 0-1       | Cashmere Technical (2) | Nelson                                         |  |
| 14:00               |                    | Relatório | - Coughlan 81'         | Estádio: Saxton Field Árbitro: Michael Killick |  |

Região Sul
| 17 de junho de 2023 | Wanaka (3) | 0-0 (pro.) (3-2 pen.) | Green Island (2) | Wanaka                     |  |
| 14:00               |            | Relatório             |                  | Estádio: Recreation Centre |  |

| 17 de junho de 2023 | Roslyn-Wakari (3) | 1-0       | Otago University (3) | Dunedin                                  |  |
| 14:00               | - Cosgrove 89'    | Relatório |                      | Estádio: Ellis Park Árbitro: Caleb Marsh |  |

### Rodada 4
As partidas foram disputadas entre os dias 8 e 9 de julho.
Região Norte
| 08 de julho de 2023 | Western Springs (2)              | 3-2 (pro.) | Auckland City (2)             | Auckland                                      |  |
| 14:00               | - Kelly 18', 81' - Nakashima 94' | Relatório  | - De Vries 14' - Howieson 62' | Estádio: Seddon Fields Árbitro: Ashley Wilson |  |

| 08 de julho de 2023 | Fencibles United (3) | 0-2       | Melville United (2)      | Auckland                                            |  |
| 18:30               |                      | Relatório | - Bates 24' - Panzer 67' | Estádio: William Green Domain Árbitro: Nick Waldron |  |

| 09 de julho de 2023 | Birkenhead United (2) | 1-2       | Eastern Suburbs (2)        | Auckland                                             |  |
| 14:00               | - Botica 54'          | Relatório | - De Vries 20' (pen.), 56' | Estádio: Allen Hill Stadium Árbitro: Riley Greenbury |  |

| 09 de julho de 2023 | Hamilton Wanderers (2)     | 2-2 (pro.) (8-7 pen.) | Ngaruawahia United (3)    | Cambridge                                           |  |
| 14:00               | - Mitchell 10' - Pratt 83' | Relatório             | - Perez 37' - Kovacic 56' | Estádio: John Kerkhof Park Árbitro: Benjamin Norman |  |

Região Central
| 08 de julho de 2023 | Petone (2) | 0-5       | Wellington Olympic (2)                             | Lower Hutt                                          |  |
| 15:00               |            | Relatório | - Stevens 16' - Mata 22', 61' - Bouzoukis 25', 41' | Estádio: Petone Memorial Turf Árbitro: Peter Linney |  |

| 09 de julho de 2023 | Napier City Rovers (2) | 0-3       | Waterside Karori (2)               | Napier                                   |  |
| 14:00               |                        | Relatório | - Alvarado 43', 78' - Cordwell 65' | Estádio: Bluewater Árbitro: Russel Jones |  |

Região Sul
| 08 de julho de 2023 | Roslyn-Wakari (3)                            | 4-3       | Wanaka (3)                                         | Dunedin                                  |  |
| 14:00               | - Smith 9' - Wilkie 43', 48' - Treadwell 49' | Relatório | - Treadwell 14' (g.c.) - Scoullar 28' - Wright 90' | Estádio: Ellis Park Árbitro: Bruce James |  |

| 09 de julho de 2023 | Cashmere Technical (2) | 0-3       | Christchurch United (2)                         | Christchurch                                |  |
| 14:00               |                        | Relatório | - Peterson 56' - MacLennan 77' - O'Driscoll 87' | Estádio: English Park Árbitro: Caleb Downes |  |

### Quartas-de-final
As partidas foram disputadas no dia 29 de julho.
| 29 de julho de 2023 | Wellington Olympic (2) | 2-3 (pro.) | Eastern Suburbs (2)              | Wellington                                      |  |
| 14:00               | - Mata 30', 38'        | Relatório  | - Verney 7' - De Vries 16', 118' | Estádio: Wakefield Park Árbitro: Matthew Cogner |  |

| 29 de julho de 2023 | Hamilton Wanderers (2) | 0-3       | Christchurch United (2)                    | Hamilton                                            |  |
| 14:00               |                        | Relatório | - MacLennan 20' - Phillip 59' - Godden 73' | Estádio: Jake Kerkhof Park Árbitro: Benjamin Norman |  |

| 29 de julho de 2023 | Roslyn-Wakari (3)          | 2-5       | Waterside Karori (2)                               | Dunedin                                   |  |
| 14:00               | - Treadwell 20' - Grey 78' | Relatório | - Lack 27' - Taye 55' - Parker 77', 90' - Ward 86' | Estádio: Ellis Park Árbitro: Ben O'Connel |  |

| 29 de julho de 2023 | Melville United (2) | 1-0       | Western Springs (2) | Hamilton                                     |  |
| 17:30               | - Lagos Giraldo 50' | Relatório |                     | Estádio: Gower Park Árbitro: Riley Greenbury |  |

### Semifinal
As partidas foram disputadas no dia 19 de agosto.
| 19 de agosto de 2023 | Christchurch United (2)       | 2-1       | Eastern Suburbs (2)     | Christchurch                                         |  |
| 14:00                | - Todd-Smith 13' - Philip 24' | Relatório | - O'Driscoll 13' (g.c.) | Estádio: United Sports Centre Árbitro: Chris Bennett |  |

| 19 de agosto de 2023 | Melville United (2)                     | 3-1       | Waterside Karori (2) | Hamilton                                  |  |
| 17:30                | - Lagos Giraldo 64', 82' - McGovern 70' | Relatório | - Villa 5'           | Estádio: Gower Park Árbitro: Luke Gardner |  |

### Final
A final foi disputada no dia 10 de setembro.
| 10 de setembro de 2023 | Melville United (2)     | 2-2 (pro.) (2-4 pen.) | Christchurch United (2)             | Auckland                                             |  |
| 16:00                  | - Lim 72' - Tommy 90+8' | Relatório             | - Lim 11' (g.c.) - Brown 36' (g.c.) | Estádio: North Harbour Stadium Árbitro: Nick Waldron |  |